# 宮田人司
宮田 人司（みやたひとし、1968年4月28日 - ）は日本の起業家、クリエイター、クリエイティブディレクター、投資家。
音楽家、IT、デザイン、アニメーション、映像作品、執筆業など業種を超えたフィールドで活動している。
イート金沢実行委員。
OPENSAUCE Inc.代表取締役
secca Inc.取締役
VIVITA JAPAN Inc.代表取締役
M Entertainment Works.代表取締役
Mistletoe Japan.代表

## 経歴
- 1968年 - タイのバンコク生まれ
- 1986年 - ベースプレイヤーとしてミュージシャン活動開始
- 1990年 - 音楽プロダクション株式会社サウンドシステムを起業
- 1991年 - 下町兄弟としてアーティスト活動
- 1993年 - レナウン企業広告音楽で日本広告音楽競技会　最優秀編曲賞受賞
- 1994年 - 有限会社TMSを起業しインターネットサービスプロバイダーRoot-netを創業
- 1996年 - 三井物産・メガチップス社と共同でストリーミング放送局MEGATVを開始
- 1998年 - 有限会社ゼンを起業
- 1999年 - 日本初の3Dオンラインゲームを発売、同時に世界初の着メロダウンロードサービスをi-modeで開始する。
- 2000年 - 着メロダウンロードサービスがi-modeで最大のコンテンツとなる。

有限会社ゼンを株式会社に組織変更
- 2001年 - テレビ番組BAT Corp.連動のアイドル育成シミュレーション「バトラクション」を開始。

同番組で小池栄子、片岡未来、川島令美、才谷ゆきこ等を生み出す。
着メロ配信サービスがAMD Awardに於いてミレニアム特別賞を受賞。
- 2002年 - 韓国・ドイツ・アメリカに現地法人を設立。ベンチャーインキュベーションを開始する。
- 2003年 - 3DCGアニメーションスタジオを設立。Flashアニメ『まゆとろ THE TOONS』がテレビ大阪にて放映開始。
- 2005年 - 『まゆとろ THE TOONS』が第十回アニメーション神戸作品賞を受賞。第9回イート金沢のプロデューサーを務める。
- 2006年 - 3Dアニメnice & neatを発表。
- 2008年 - iPhoneアプリ、memorytreeを金沢21世紀美術館で発表。
- 2009年 - 雑誌MacFanにてコラム「結局は人ですよ」を連載開始。
- 2010年 - 石川県金沢市に株式会社センドを設立。
- 2017年 - 金沢市に株式会社OPENSAUCEを設立
- 2018年 - 米国アニメーション・スタジオTONKO HOUSEに参画　日本法人代表に就任
- 2019年 - Mistletoe Japan Inc.　代表に就任
- 2021年 - M Entertainment Works Inc. 代表取締役社長に就任